# Крушение вертолёта в Броварах
Крушение вертолёта в Броварах — авиационная катастрофа, произошедшая 18 января 2023 года в городе Бровары Киевской области Украины. Вертолёт ГСЧС Украины, летевший в одну из горячих точек на фронте во время российского вторжения в Украину, упал вблизи местного детского сада. Погибли 14 человек, из них 1 ребёнок; 25 получили ранения (из них 11 детей).
В результате катастрофы погибло руководство МВД Украины: министр внутренних дел Денис Монастырский, его первый заместитель Евгений Енин и государственный секретарь министерства Юрий Лубкович.

## Обстоятельства
По сообщениям украинских властей, вертолёт Airbus Н225 Super Puma ЕС-225 (бортовой номер 54) Государственной службы Украины по чрезвычайным ситуациям, перевозивший высшее руководство МВД Украины, разбился около 8:20 утра 18 января 2023 года в городе Бровары (Киевская область). Во время тумана вертолёт упал между детским садом и жилым домом, после чего начался пожар на площади 500 квадратных метров. Глава города Игорь Сапожко заявил: «От мощного взрыва разрушения получили помещения садика и один из близлежащих домов». В 9:28 пожар в детском садике был ликвидирован.
По предварительным данным, летя на низкой высоте во время тумана, пилот вовремя не увидел высотного здания, после чего попробовал резко поднять высоту, что привело к потере управления вертолётом.
Крушение произошло на фоне полномасштабного российского вторжения на Украину. Заместитель главы Офиса президента Украины Кирилл Тимошенко заявил, что «руководство МВД летело на вертолёте в командировку в одну из „горячих точек“». По данным издания Украинская правда, министр со своей командой направлялся в Бахмут. На вертолёте они должны были добраться до Харьковской области, а уже оттуда добираться до точки назначения планировали на автомобилях.

## Вертолёт
Потерпевший катастрофу вертолёт был модели Airbus Н225 Super Puma. Украина его получила в 2020 году.
Вертолёты этой модели Украина закупала у Франции с 2018 года в рамках программы по модернизации своего авиапарка. Контракт на сумму 551 млн евро подписал тогдашний министр внутренних дел Украины Арсен Аваков, по которому Украина получила 55 вертолётов, которые были переданы полиции, пограничной службе, ГСЧС и Нацгвардии. При этом вертолёты поставлялись не новыми. Они были выпущены в 2009—2012 годах и имели до 50 % износа основных узлов и агрегатов. Для нужд Украины вертолёты проходили капитальный ремонт и модернизацию.
При этом ещё в 2018 году украинские журналисты отмечали, что некоторые европейские государства, в том числе Норвегия и Польша, отказались от эксплуатации этой модели вертолёта. Это решение было связано в первую очередь с катастрофой норвежского Airbus Н225 Super Puma в 2016 году. Несмотря на это, Аваков принял решение закупить вертолёты этой серии. В то же время отмечалось, что хотя модель вертолёта Airbus Н225 Super Puma и имела «врождённые» недостатки, однако к 2017 году компания-разработчик вертолёта сумела устранить эти дефекты, и ряд государств вновь допустили эти вертолёты к эксплуатации.

## Жертвы
Погибли все 10 находившихся на борту человек: 3 члена экипажа (сотрудники авиаотряда ГСЧС Украины) и все пассажиры — 7 человек оперативной группы МВД, включая министра внутренних дел Украины Дениса Монастырского, его первого заместителя Евгения Енина и Государственного секретаря МВД Украины Юрия Лубковича. Ещё четыре человека погибли на земле, в том числе один ребёнок. 25 человек получили травмы.

## Последствия
Спустя несколько часов после катастрофы правительство Украины назначило главу полиции Украины Игоря Клименко исполняющим обязанности министра внутренних дел.

## Расследование
После катастрофы СБУ взяло в разработку три версии катастрофы: нарушение правил полёта, техническая неисправность и умышленные действия по уничтожению транспортного средства. В июле 2023 года генеральный прокурор Украины Андрей Костин заявил, что версия диверсии не подтвердилась.
В августе 2023 года ГБР сообщило, что следователи ведомства поминутно восстановили день аварии и расшифровали «черные ящики». По данным следствия, зимой 2023 года чиновники ГСЧС привлекли к перевозке руководства МВД Украины вертолёт, который находился на дежурстве для реагирования в случае чрезвычайных ситуаций в Киеве и Киевской области, что противоречило законодательству, так как вертолет не имел разрешительных документов на другие виды полётов. ГБР утверждает, что экипажу вертолета не было сообщено о крайне неблагоприятных погодных условиях в городе Бровары, а сам экипаж не имел допуска к полетам в сложных метеоусловиях.
По версии ГБР, из-за сложных метеоусловий вертолет был вынужден совершать полет в Броварах на предельно низкой высоте, которая оказывалась даже ниже высоты некоторых зданий на маршруте движения. Когда командир вертолета увидел перед собой препятствие — многоэтажный дом, он попробовал совершить манёвр облёта здания, однако в условиях плохой видимости во время завершения манёвра, ввиду отсутствия навыков работы в сложных метеоусловиях, потерял ориентировку в пространстве и столкнулся с землёй.
ГБР подчеркивало, что ни один из чиновников, отвечавших за безопасность полёта, не отменил и не перенёс его. Государственное бюро расследований сообщило нескольким чиновникам ГСЧС о подозрении их в нарушении правил эксплуатации воздушного транспорта, приведших к гибели людей.

## Память
После трагедии в Броварах объявили трёхдневный траур.